# Seksuele relatie
Een seksuele relatie is een relatie waarbij de partners handelingen bij elkaar verrichten die gericht zijn op intiem lichamelijk contact die gepaard gaan met gevoelens van opwinding, lust en passie. Seks varieert van zoenen tot het hebben van geslachtsgemeenschap, van intimiteit tussen twee geliefden tot (samen) porno kijken. Seksuele relaties tussen twee of meer mensen kunnen juridisch bindend zijn via overeenkomsten in de vorm van huwelijks- of samenlevingsovereenkomsten. Lossere relaties in de vorm van kortere of langere tijd of een volledig tijdelijke seksuele relatie kan ook.